# The Thelonious Monk Orchestra at Town Hall
The Thelonious Monk Orchestra at Town Hall ist ein Album von Thelonious Monk. Die Aufnahmen, die  bei einem Konzert in der New Yorker Town Hall am 28. Februar 1959 entstanden waren, erschienen 1959 als Langspielplatte  bei Riverside Records und in um einen Titel erweiterter Form 1989 als Compact Disc bei Original Jazz Classics. Die Aufnahmen stammten vom ersten Konzert, das Monk mit einer Großformation präsentierte.

## Hintergrund
Mit der Ankündigung Evening with Thelonious Monk wurde der Pianist in einem von Jules Colomby veranstalteten Konzert in New Yorker Town Hall präsentiert. Man umgab den Pianisten mit einer größeren Besetzung; neben seinem regulären Quartett (aus Charlie Rouse, Sam Jones und Art Taylor) gehörten hierzu Donald Byrd, Jay McAllister, Phil Woods, Pepper Adams und Eddie Bert. Als Arrangeur von Monks Melodien (einschließlich einer bemerkenswerten Transkription von Monks ursprünglichem Klaviersolo in „Little Rootie Tootie“) fungierte Hall Overton.

## Titelliste
- The Thelonious Monk Orchestra at Town Hall (Riverside Records – RLP 12-300)[3]

A1  Thelonious  0:56

A2  Friday the 13th  9:22

A3  Monk’s Mood  10:15
B1  Little Rootie Tootie  8:45

B2  Off Minor  7:47

B3  Crepuscule with Nellie  4:42

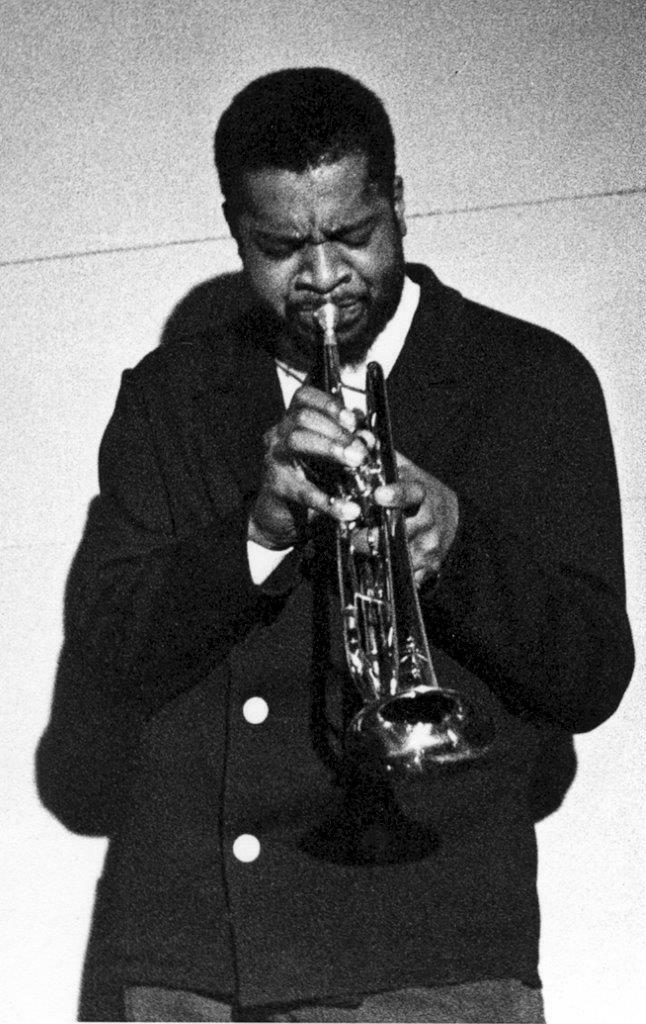
Donald Byrd

- Alle Kompositionen stammen von Thelonious Monk.

- Die CD-Editionen des Albums wurden um die Zugabe Little Rootie Tootie (Encore) (8:28) ergänzt.[4]

## Rezeption
Scott Yanow verlieh dem Album in Allmusic die Höchstbewertung von fünf Sternen und meinte, Monks Auftritt mit einem Tentett bei dem Konzert in der Town Hall von 1959 war ein großer Erfolg. „Es würde nur noch eine weitere aufgezeichnete Gelegenheit geben - Monks Philharmonic Hall-Konzert von 1963 -, bei der der einzigartige Pianist mit einem größeren Ensemble ebenso erfolgreich auftrat.“
Nach Ansicht von Thomas Fitterling hat Arrangeur Hall Overton den spröden Monk-Sound respektiert und aus dem pianistischen Ansatz des Komponisten heraus die kleine Big Band orchestriert; was in den Comboaufnahmen nur impliziert war, erklingt im Orchester in voll ausgedeuteter Stimmenvielfalt. Dennoch äußerte der Autor den Vorbehalt, dass die jeweiligen Combo-Ersteinspielungen bis auf „Little Rootie Tootie“ durchweg zwingender klangen. Dies mag auch daher kommen, dass das Zusammenspiel des Orchesters etwas holprig und unausgeglichen sei.